# Oktiabrski (Pàvlovskaia)
Oktiabrski - Октябрьский (rus) és un possiólok del krai de Krasnodar, a Rússia. Es troba a la vora del Sukhoi Txelbas, a 21 km al sud-oest de Pàvlovskaia i a 114 km al nord-est de Krasnodar, la capital. Pertanyen a aquest municipi les poblacions de Nàberejni, Beissujok, Leninodar, Sredni Txelbas i Iujni.